# Esbly
Esbly (prononcé [ɛzbli] ) est une commune française située dans le département de Seine-et-Marne en région Île-de-France.

## Géographie

### Localisation
La commune d'Esbly est riveraine à la rivière Marne en rive gauche (côté sud), à 40 km à l'est de Paris et 11 km au sud-ouest de Meaux
.

### Communes limitrophes
La commune est limitrophe de cinq autres communes, :

### Géologie et relief
L'altitude de la commune varie de 42 mètres, au nord à la Marne, à 111 mètres pour le point le plus haut au lieu-dit les Quatre Vents, le centre du bourg se situant à environ 47 mètres d'altitude (mairie). Elle est classée en zone de sismicité 1, correspondant à une sismicité très faible.

### Hydrographie

#### Réseau hydrographique

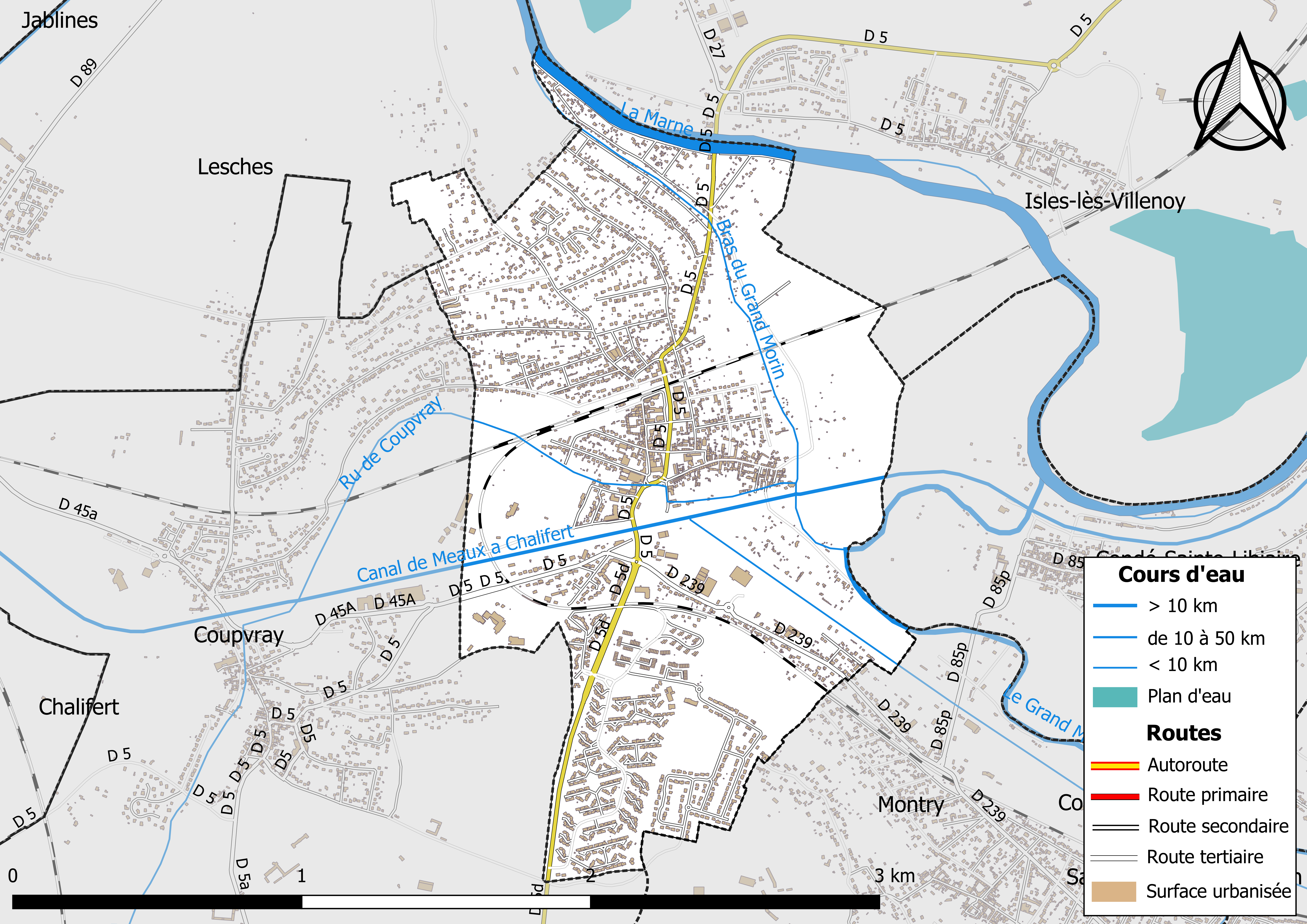
Carte des réseaux hydrographique et routier d'Esbly.

Le réseau fluvial de la commune se compose de six cours d'eau référencés :
- la rivière Marne, longue de 514 km[6] et principal affluent de la Seine, marque la limite nord de la commune sur 1,1 km ;
  - le canal de Meaux à Chalifert ;
    - le ru de Coupvray[Note 1] ou ru des Pendants[7], long de 4,6 km[8].
    - le canal du Grand Morin, latéral au Grand Morin ;
- la rivière le Grand Morin, longue de 118,2 km[9] et sous-affluent de la Seine par la Marne, marque la limite est de la commune sur environ 600 m ;
  - un bras de 2,3 km[10] ;

Une partie de la commune a été inondée en janvier 2018 par une crue de la Marne.
La longueur totale des cours d'eau sur la commune est de 6,54 km.

#### Gestion des cours d'eau
Afin d’atteindre le bon état des eaux imposé par la Directive-cadre sur l'eau du 23 octobre 2000, plusieurs outils de gestion intégrée s’articulent à différentes échelles : le SDAGE, à l’échelle du bassin hydrographique, et le SAGE, à l’échelle locale. Ce dernier fixe les objectifs généraux d’utilisation, de mise en valeur et de protection quantitative et qualitative des ressources en eau superficielle et souterraine. Le département de Seine-et-Marne est couvert par six SAGE, au sein du bassin Seine-Normandie.
La commune fait partie du SAGE « Petit et Grand Morin », approuvé le 21 octobre 2016. Le territoire de ce SAGE comprend les bassins du Petit Morin (630 km2) et du Grand Morin (1 185 km2). Le pilotage et l’animation du SAGE sont assurés par le syndicat Mixte d'Aménagement et de Gestion des Eaux (SMAGE) des 2 Morin, qualifié de « structure porteuse ».

### Climat
Pour des articles plus généraux, voir Climat de l'Île-de-France et Climat de Seine-et-Marne.
En 2010, le climat de la commune est de type climat océanique dégradé des plaines du Centre et du Nord, selon une étude du CNRS s'appuyant sur une série de données couvrant la période 1971-2000. En 2020, Météo-France publie une typologie des climats de la France métropolitaine dans laquelle la commune est exposée à un climat océanique altéré et est dans la région climatique Nord-est du bassin Parisien, caractérisée par un ensoleillement médiocre, une pluviométrie moyenne régulièrement répartie au cours de l’année et un hiver froid (3 °C).
Pour la période 1971-2000, la température annuelle moyenne est de 11,5 °C, avec une amplitude thermique annuelle de 15 °C. Le cumul annuel moyen de précipitations est de 714 mm, avec 10,8 jours de précipitations en janvier et 7,7 jours en juillet. Pour la période 1991-2020, la température moyenne annuelle observée sur la station météorologique la plus proche, située sur la commune de Torcy à 13 km à vol d'oiseau, est de 12,1 °C et le cumul annuel moyen de précipitations est de 716,4 mm,. Pour l'avenir, les paramètres climatiques de la commune estimés pour 2050 selon différents scénarios d'émission de gaz à effet de serre sont consultables sur un site dédié publié par Météo-France en novembre 2022.

### Milieux naturels et biodiversité

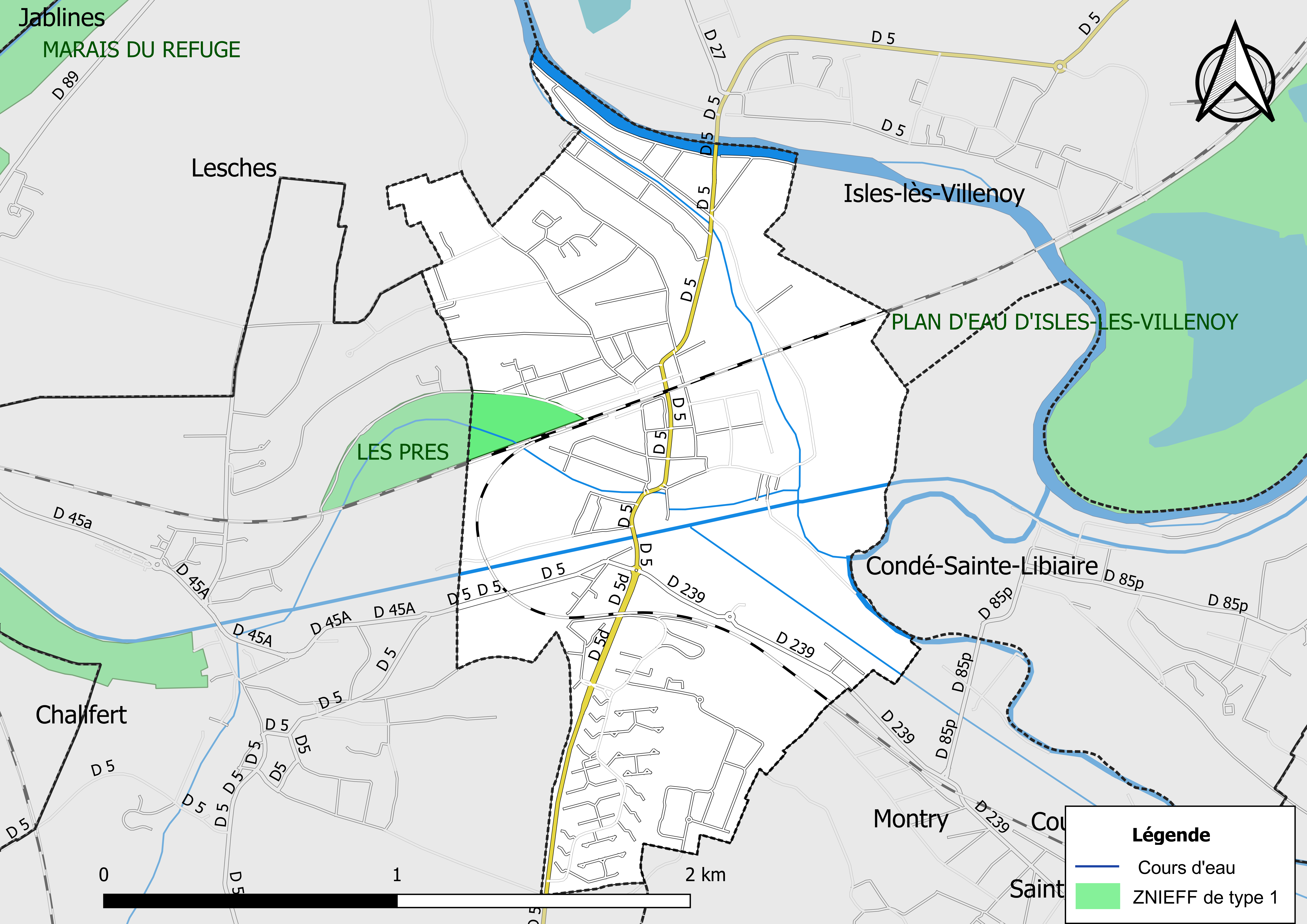
Carte des ZNIEFF de type 1 localisées sur la commune.

L’inventaire des zones naturelles d'intérêt écologique, faunistique et floristique (ZNIEFF) a pour objectif de réaliser une couverture des zones les plus intéressantes sur le plan écologique, essentiellement dans la perspective d’améliorer la connaissance du patrimoine naturel national et de fournir aux différents décideurs un outil d’aide à la prise en compte de l’environnement dans l’aménagement du territoire.
Le territoire communal d'Esbly comprend une ZNIEFF de type 1,,, « les Prés » (17,94 ha), couvrant 2 communes du département.

## Urbanisme

### Typologie
Au 1er janvier 2024, Esbly est catégorisée centre urbain intermédiaire, selon la nouvelle grille communale de densité à sept niveaux définie par l'Insee en 2022.
Elle appartient à l'unité urbaine de Bailly-Romainvilliers, une agglomération intra-départementale regroupant quatorze  communes, dont elle est ville-centre,,. Par ailleurs la commune fait partie de l'aire d'attraction de Paris, dont elle est une commune de la couronne,. Cette aire regroupe 1 929 communes,.

### Lieux-dits et écarts
La commune compte 41 lieux-dits administratifs répertoriés consultables ici (source : le fichier Fantoir).

### Occupation des sols
L'occupation des sols de la commune, telle qu'elle ressort de la base de données européenne d’occupation biophysique des sols Corine Land Cover (CLC), est marquée par l'importance des territoires artificialisés (85,1 % en 2018), en augmentation par rapport à 1990 (79 %). La répartition détaillée en 2018 est la suivante :
zones urbanisées (71,6%), terres arables (9,2%), espaces verts artificialisés, non agricoles (7,4%), zones industrielles ou commerciales et réseaux de communication (6,2%), forêts (5,7 %).
Parallèlement, L'Institut Paris Région, agence d'urbanisme de la région Île-de-France, a mis en place un inventaire numérique de l'occupation du sol de l'Île-de-France, dénommé le MOS (Mode d'occupation du sol), actualisé régulièrement depuis sa première édition en 1982. Réalisé à partir de photos aériennes, le Mos distingue les espaces naturels, agricoles et forestiers mais aussi les espaces urbains (habitat, infrastructures, équipements, activités économiques, etc.) selon une classification pouvant aller jusqu'à 81 postes, différente de celle de Corine Land Cover,,. L'Institut met également à disposition des outils permettant de visualiser par photo aérienne l'évolution de l'occupation des sols de la commune entre 1949 et 2018.

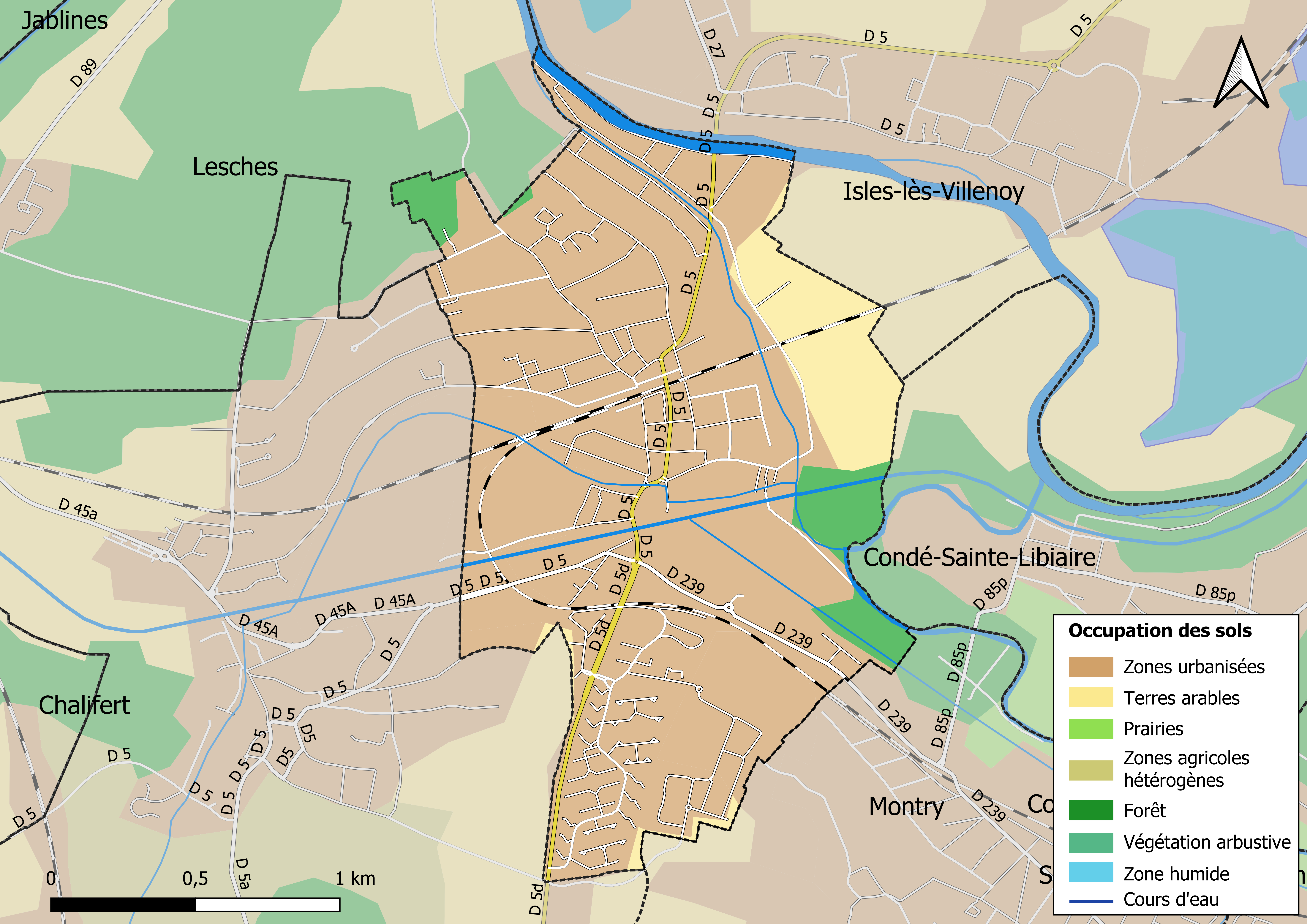
Carte des infrastructures et de l'occupation des sols en 2018 (CLC) de la commune.
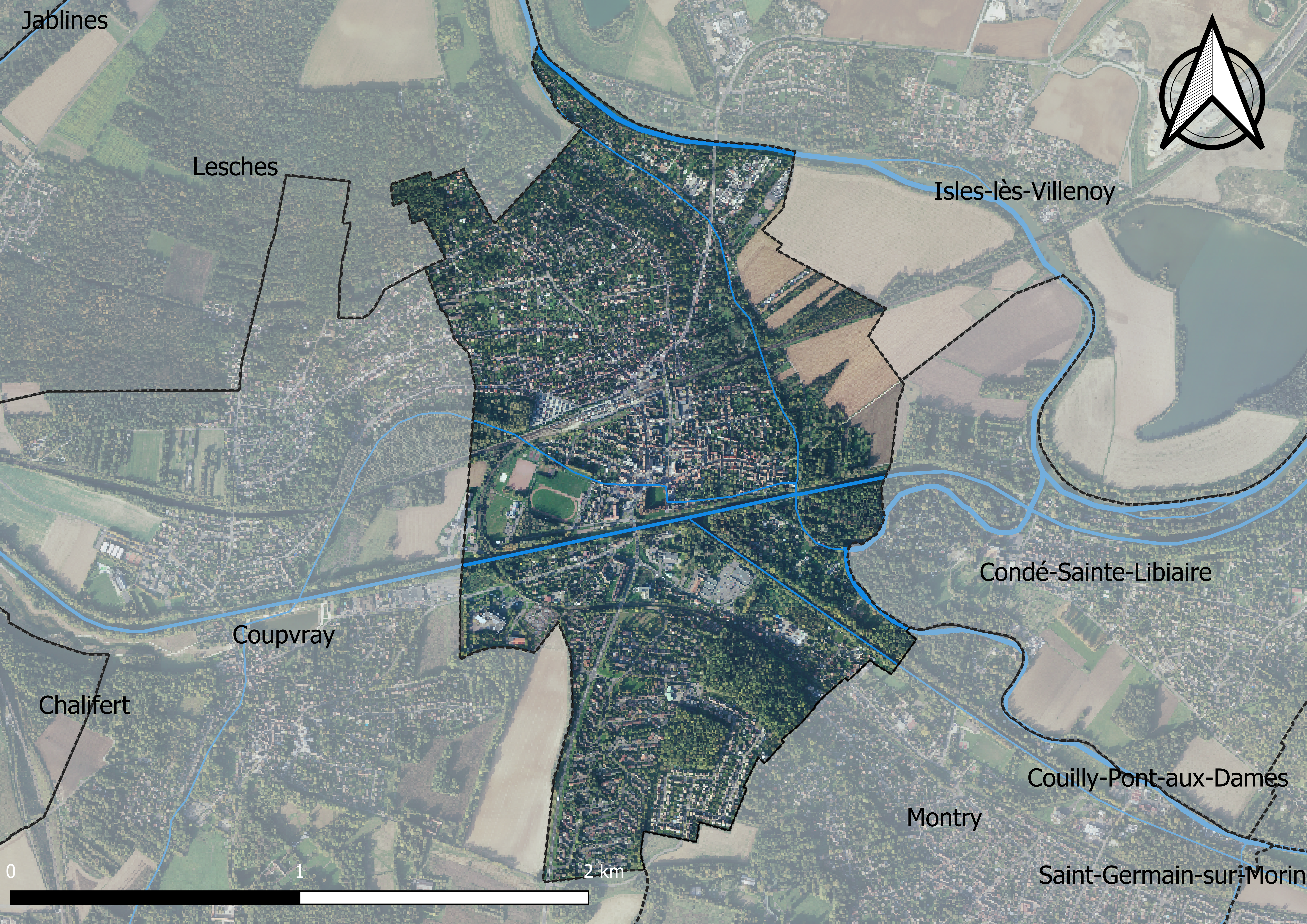
Carte orhophotogrammétrique de la commune.

### Planification
La loi SRU du 13 décembre 2000 a incité les communes à se regrouper au sein d’un établissement public, pour déterminer les partis d’aménagement de l’espace au sein d’un SCoT, un document d’orientation stratégique des politiques publiques à une grande échelle et à un horizon de 20 ans et s'imposant aux documents d'urbanisme locaux, les PLU (Plan local d'urbanisme). La commune est dans le territoire du SCOT Pays créçois, approuvé le 18 décembre 2019.
La commune disposait en 2019 d'un plan local d'urbanisme approuvé. Le zonage réglementaire et le règlement associé peuvent être consultés sur le Géoportail de l'urbanisme.

### Logement
En 2016, le nombre total de logements dans la commune était de 2 751 dont 70,3 % de maisons et 28 % d'appartements.
Parmi ces logements, 90,9 % étaient des résidences principales, 2,5 % des résidences secondaires et 6,5 % des logements vacants.
La part des ménages fiscaux propriétaires de leur résidence principale s'élevait t à 75,9 % contre 22,2 % de locataires dont, 3,9 % de logements HLM loués vides (logements sociaux) et, 1,9 % logés gratuitement.

## Voies de communication et transports

### Voies ferroviaires
La commune est desservie par la gare d'Esbly sur la ligne P du Transilien (ligne Paris-Est - Meaux) et le T14 (terminus de la ligne Esbly - Crécy-la-Chapelle, ancienne branche de la ligne P).
La gare des Champs Forts sur la ligne Esbly - Crécy-la-Chapelle a été supprimée en septembre 2008 en raison de dégradations trop régulières.

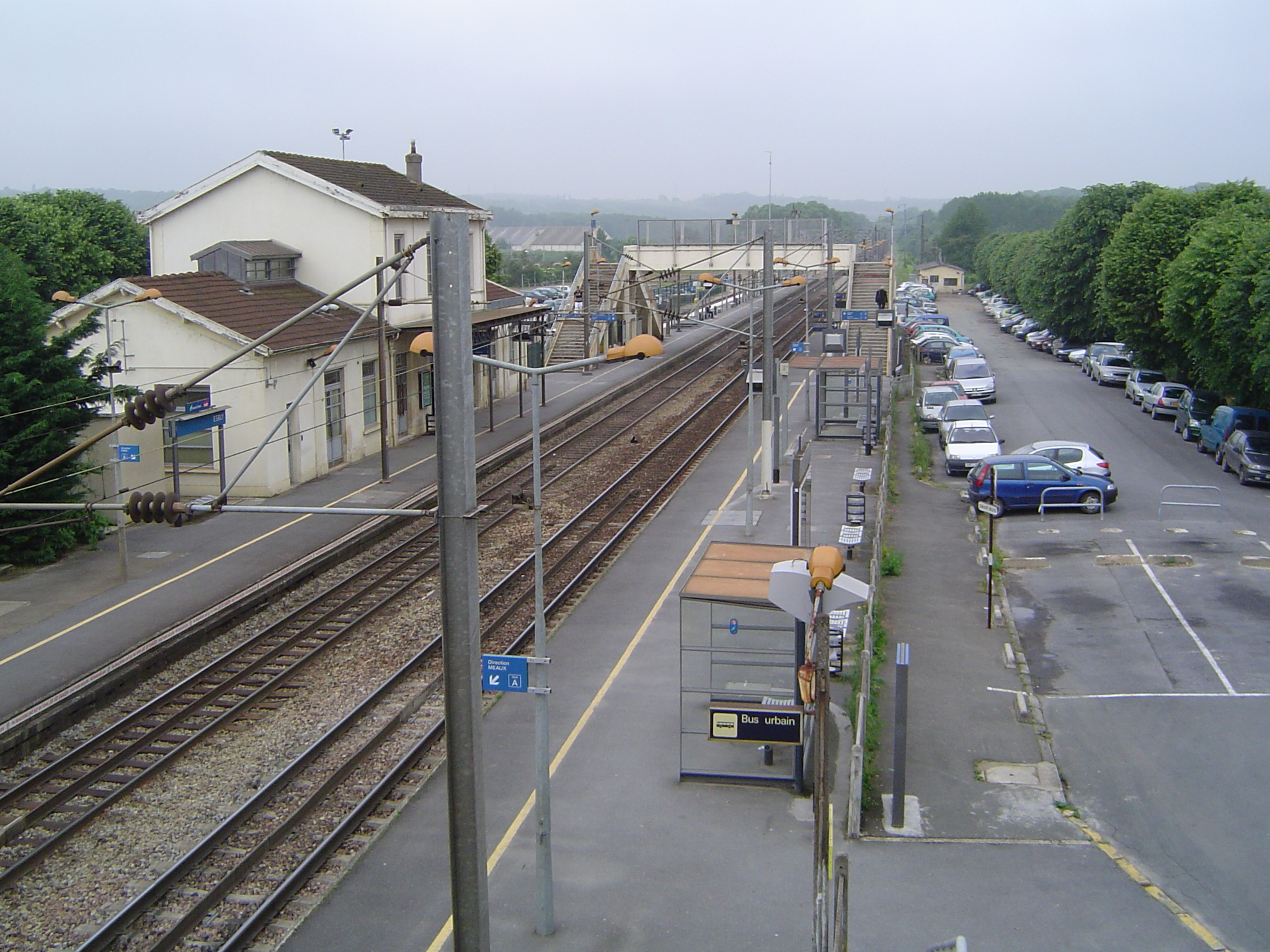
La gare d'Esbly, vue prise du haut d'une des passerelles au-dessus des voies.
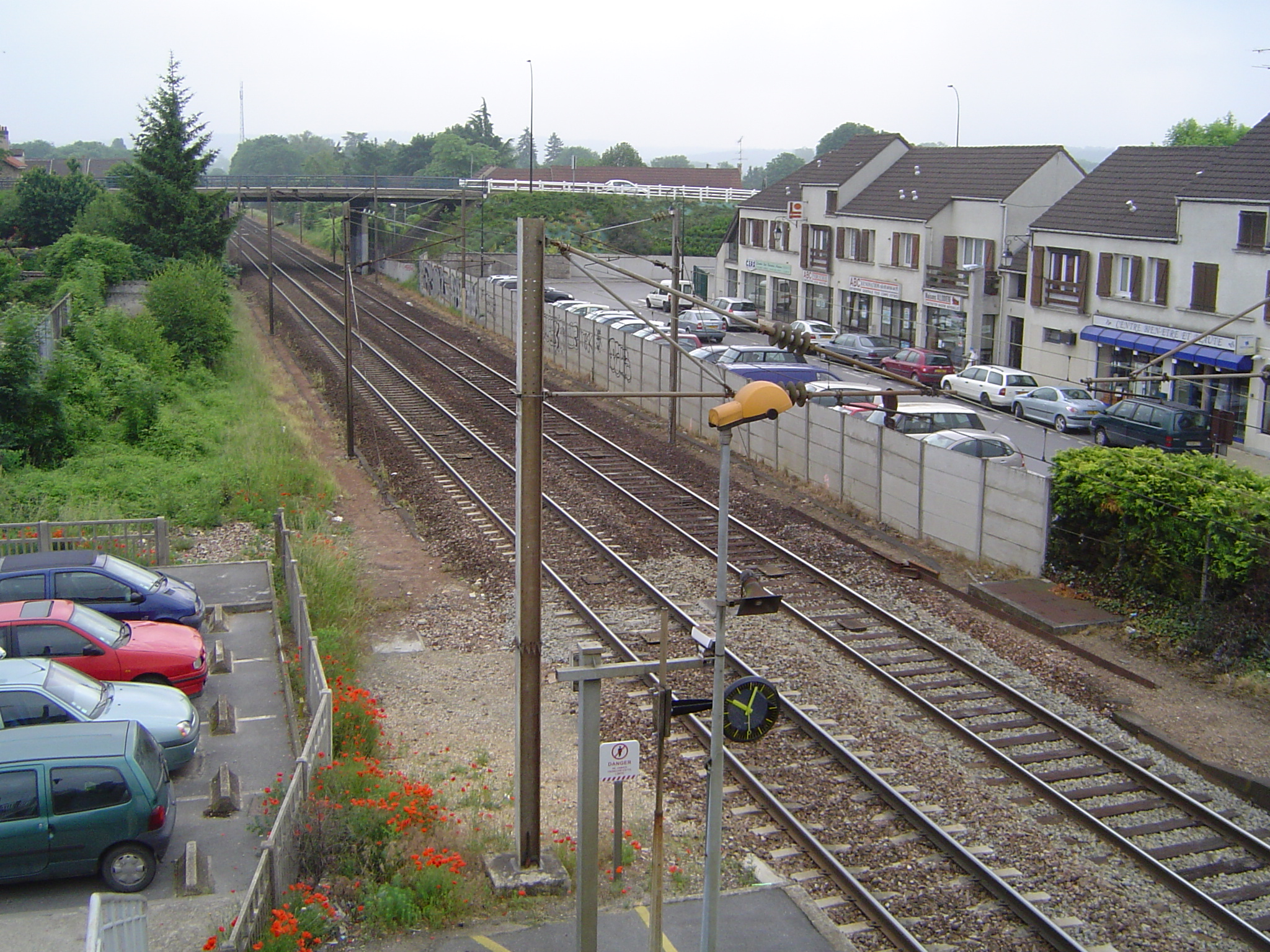
Vue prise du haut de la passerelle construite au début des années 1970 pour remplacer le passage à niveau, dont le tracé est encore visible sur la photo au niveau des voies et par la rue qui a été coupée.

### Transport de surface
La commune est desservie par plusieurs lignes de bus du réseau d'autobus d'Île-de-France organisé par Île-de-France Mobilités, ce sont :
- les lignes 2261, 2262 et 2264 du réseau de bus de Marne-la-Vallée ;
- les lignes 4, 4A, 4B, L et Ls du réseau de bus Meaux et Ourcq ;
- la ligne nocturne N141 du réseau Noctilien.

#### Projet de ligne de bus Esbly-Val d’Europe
Cette ligne en site propre, appelé Bus EVE pour Esbly-Val d’Europe, vise à relier la gare d’Esbly au centre hospitalier de Marne-la-Vallée, via les gares de Marne-la-Vallée - Chessy et du Val d'Europe, desservant ainsi le complexe Disneyland Paris et le centre urbain du Val d'Europe. À l'horizon 2027, elle devrait desservir les communes de Chessy, Coupvray, Esbly, Jossigny, Magny-le-Hongre, Montévrain, Montry et Serris.

## Toponymie

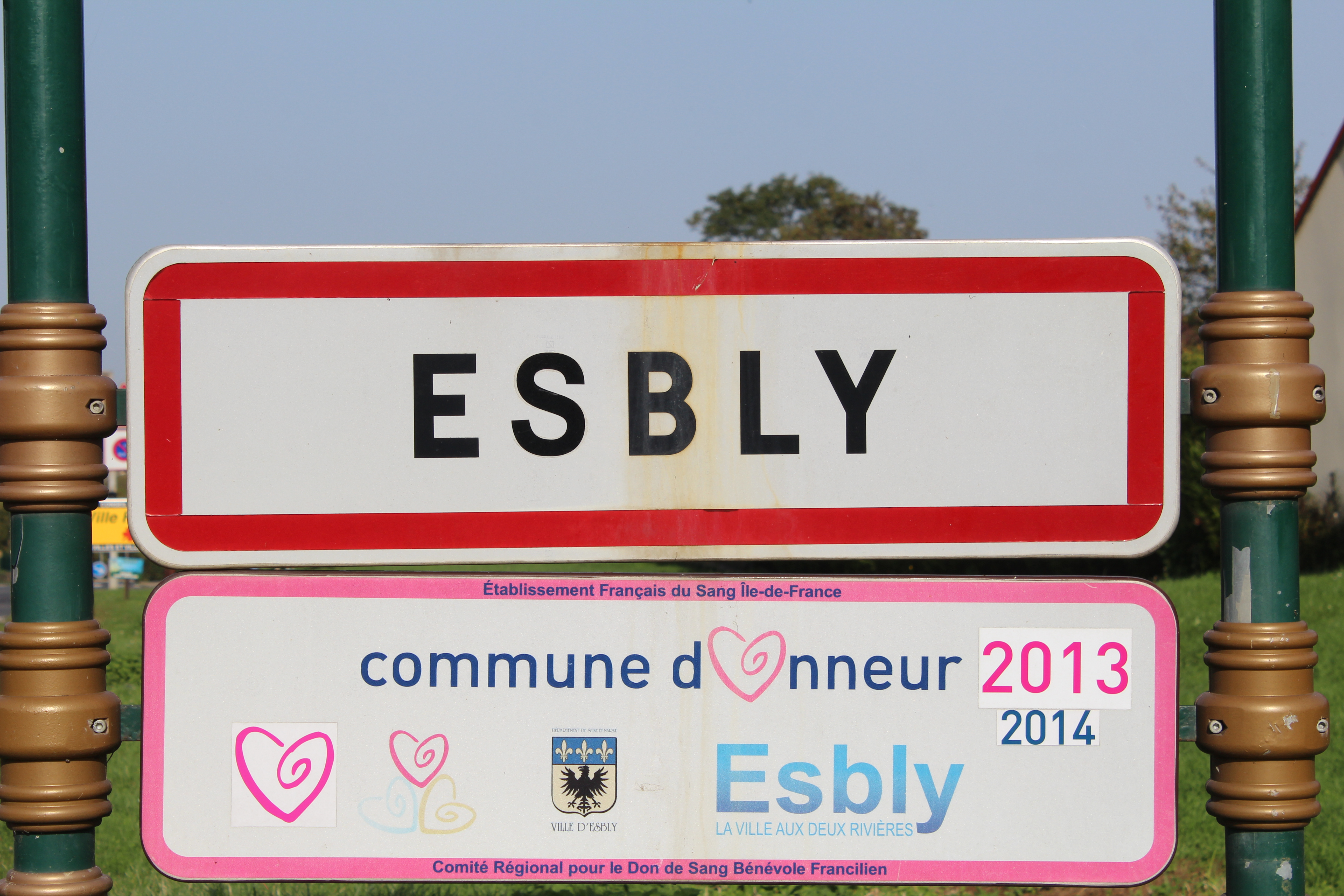
Panneau d'entrée.

D'après le dictionnaire de Seine-et-Marne de Stern et Hubert, c'est vers 1140 qu'apparaît la première mention sous la forme Capela Esbeliaci de ce qui n'était encore qu'un hameau de la paroisse de Saint-Germain-lès-Couilly (ou Saint-Germain-sous-Couilly). Esbly a porté plusieurs noms au cours des âges : Abeli, Abelicium, Esbliaco, Esbliacum, E Beli, Ebli. La commune porterait son nom actuel d'Esbly depuis 1789.

## Histoire
Le territoire d'Esbly est un site d'occupation ancienne. La mise au jour de tombeaux celtiques et de monnaies de la peuplade belge des Leici, portant sur une face une tête de sanglier et sur l'autre une tête humaine, indique que les Celtes y ont vécu dès les VIe, Ve siècles avant J.C.
Jusqu’au XIIe siècle, la localité releva de l’archevêché de Sens et sa seigneurie de l’abbaye de Saint-Germain-Des-Prés qui possédait le territoire de Saint-Germain-Les-Couilly dans lequel Ely se trouvait englobé à Montry.
Une chapelle fut érigée en 1185 par l'évêque de Meaux, Simon de Lizy, où un chapelain venait officier le dimanche.
Les abbayes Sainte-Geneviève de Paris et Pont-aux-Dames possédaient quelques terres à Esbly (notamment la prairie qui s'étend du bas de Coupvray au pont d'Esbly) qui furent transformées en vivier par le Comte de Crécy, vassal du Comte de Champagne jusqu'en 1285 et vassal du roi ensuite.
Possession de la famille de Vaudetar depuis l'époque du roi Philippe de Valois, la seigneurie d'Esbly passa en 1630 à la famille Charlet qui la conserva jusqu’en 1778. Les Charlet habitaient un château situé rue Victor Hugo. Charlet, abbé de Verdelot et seigneur d’Esbly, fit construire sur un terrain qu’il donna à la paroisse, l’église actuelle inaugurée le 24 juin 1692.
En 1742 la prairie du Vivier a été vendue à l’oncle du Prince de Rohan : le Cardinal de Reims. Quelques années plus tard, en 1778, le domaine des Charlet fut adjugé au prince Louis de Rohan Seigneur de Coupvray. Le dernier seigneur d’Esbly, le Marquis d’Arvilliers racheta les terres vers 1791. Sur le coteau sud de la ville que l’on appelait alors la « petite Bourgogne » (actuellement rue des Vignes), le marquis possédait une vigne dont le cru était l’un des plus appréciés de la Brie (un pressoir communal existait d'ailleurs à l'emplacement de l'église).
Vers 1893-1895, Esbly devient comme beaucoup de villes une « commune républicaine » dont le premier Maire fut Claude Frager.
La population de la ville augmenta au cours des siècles. La construction de la gare en 1870 favorisa l’expansion du bourg qui comptait à cette date 400 habitants. En 1894 la commune comptait 600 habitants ce qui amena la création du bureau de poste, d’une brigade de gendarmerie à pied, de services omnibus desservant Crécy, Couilly, Quincy et Coupvray.

## Politique et administration

### Intercommunalité
Esbly fait partie de Val d'Europe Agglomération avec 9 autres communes. Elle y a été intégrée avec Montry et Saint-Germain-sur-Morin par choix en 2020, dû à l'explosion de l'ancienne communauté de communes du Pays Créçois dont elles faisaient partie de 2013 à 2020,.

Logo de Val d'Europe Agglomération.
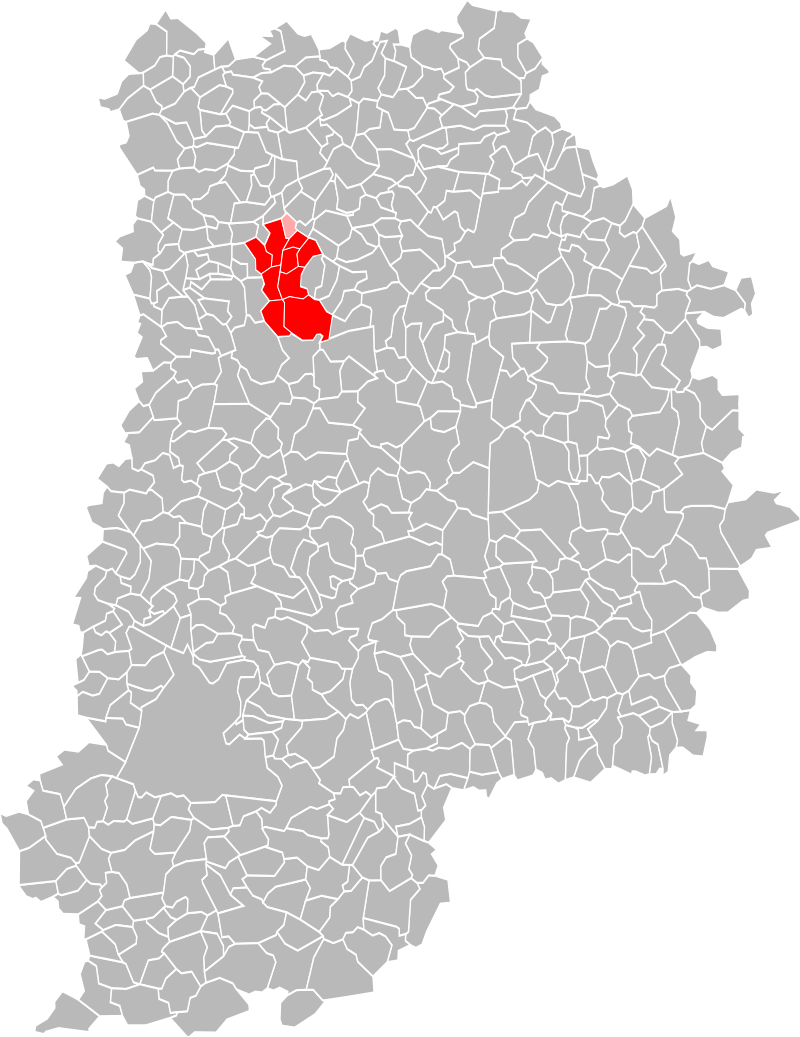
Localisation d'Esbly au sein de Val d'Europe Agglomération.

### Rattachements administratifs et électoraux
La commune se trouve dans l'arrondissement de Meaux du département de Seine-et-Marne. Pour l'élection des députés, elle fait partie depuis 1988 de la cinquième circonscription de Seine-et-Marne.
Elle faisait partie depuis 1793 du canton de Crécy-la-Chapelle. Dans le cadre du redécoupage cantonal de 2014 en France, la commune est désormais rattachée au canton de Serris.

### Tendances politiques et résultats
La commune est très stable politiquement et ancrée à droite depuis plus d'une décennie[Quand ?].

#### Élections municipales de 2020
- Maire sortant : Valérie Pottiez-Husson (UMP)
- 29 sièges à pourvoir au conseil municipal (population légale 2011 : 5 882 habitants)
- 5 sièges à pourvoir au conseil communautaire (CA Val d'Europe Agglomération)

|                | Ghislain Delvaux | SE             | 900   | 53,22  | 22 | 5 |  |  |
|                | Antoine Bohan    | DVD            | 791   | 46,77  | 7  | 1 |  |  |
|                |                  |                |       |        |    |   |  |  |
| Inscrits       | Inscrits         | Inscrits       | 4 055 | 100,00 |    |   |  |  |
| Abstentions    | Abstentions      | Abstentions    | 2 309 | 56,94  |    |   |  |  |
| Votants        | Votants          | Votants        | 1 746 | 43,06  |    |   |  |  |
| Blancs et nuls | Blancs et nuls   | Blancs et nuls | 55    | 1,36   |    |   |  |  |
| Exprimés       | Exprimés         | Exprimés       | 1 691 | 41,70  |    |   |  |  |

### Liste des maires

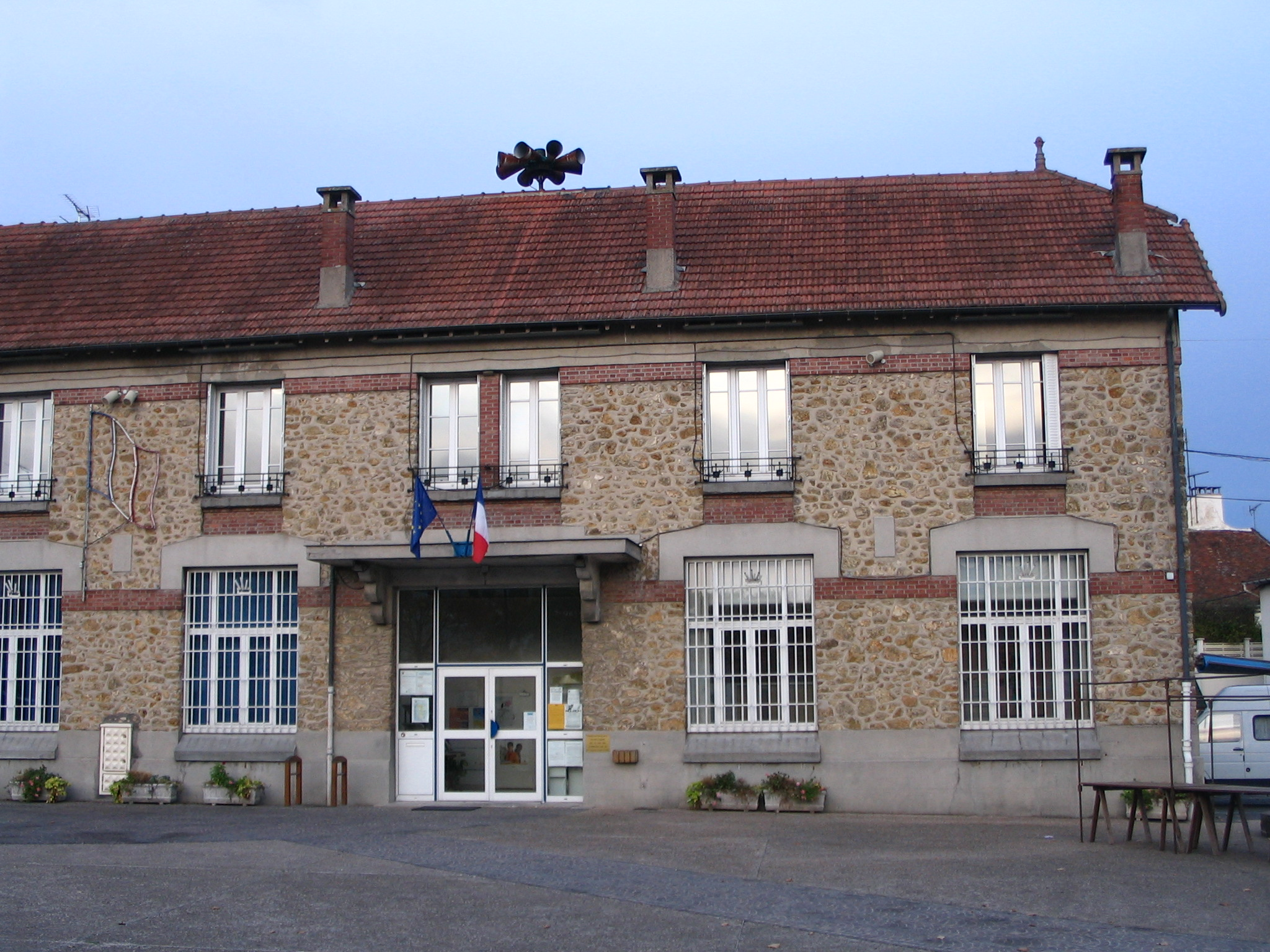
La mairie.

| Période                                  | Période                   | Identité               | Étiquette       | Qualité |
| ---------------------------------------- | ------------------------- | ---------------------- | --------------- | --- |
| Les données manquantes sont à compléter. |                           |                        |                 | |
| 1900                                     | 1904                      | R. Arnous Dessaulsayes |                 | |
| 1904                                     | 1908                      | Jules Gallois          |                 | |
| 1908                                     | 1909                      | Victor Gaumont         |                 | |
| 1909                                     | 1919                      | R. Arnous Dessaulsayes |                 | |
| 1919                                     | 1920                      | Paul Desagneaux        |                 | |
| 1920                                     | 1925                      | Paul Jaquet            |                 | |
| 1925                                     | 1938                      | Jules Tonnet           |                 | |
| 1938                                     | 1941                      | Paul Desagneaux        |                 | |
| 1941                                     | 1944                      | Lucien Barret          |                 | |
| 1944                                     | octobre 1947              | Albert Champagne       |                 | |
| octobre 1947                             | mai 1953                  | Albert Micquet         |                 | |
| mai 1953                                 | mars 1977                 | Marcel Fouillot        |                 | |
| mars 1977                                | mars 1983                 | Charles Dufaut         |                 | Ingénieur |
| mars 1983                                | 1993                      | Jean-Claude Dimanche   | RPR             | |
| 1993                                     | mai 2020                  | Valérie Pottiez-Husson | RPR puis UMP-LR | Juriste, maire honoraire Conseillère générale de Crécy-la-Chapelle (2005 → 2015) Conseillère départementale de Serris (2015 → 2021) Vice-présidente de la CC du Pays Créçois (2014 → 2020) |
| mai 2020                                 | En cours (au 24 mai 2020) | Ghislain Delvaux       | SE-DVG          | Professeur des écoles 5e vice-président de Val d'Europe Agglomération (2020 → ) |

## Équipements et services

### Eau et assainissement
L’organisation de la distribution de l’eau potable, de la collecte et du traitement des eaux usées et pluviales relève des communes. La loi NOTRe de 2015 a accru le rôle des EPCI à fiscalité propre en leur transférant cette compétence. Ce transfert devait en principe être effectif au 1er janvier 2020, mais la loi Ferrand-Fesneau du 3 août 2018 a introduit la possibilité d’un report de ce transfert au 1er janvier 2026,.

#### Assainissement des eaux usées
En 2020, la gestion du service d'assainissement collectif de la commune d'Esbly est assurée par Val d'Europe Agglomération (CAVEA) pour la collecte, le transport et la dépollution,,.
L’assainissement non collectif (ANC) désigne les installations individuelles de traitement des eaux domestiques qui ne sont pas desservies par un réseau public de collecte des eaux usées et qui doivent en conséquence traiter elles-mêmes leurs eaux usées avant de les rejeter dans le milieu naturel. Val d'Europe Agglomération (CAVEA) assure pour le compte de la commune le service public d'assainissement non collectif (SPANC), qui a pour mission de vérifier la bonne exécution des travaux de réalisation et de réhabilitation, ainsi que le bon fonctionnement et l’entretien des installations,.

#### Eau potable
En 2020, l'alimentation en eau potable est assurée par Val d'Europe Agglomération (CAVEA) qui en a délégué la gestion à la SAUR, dont le contrat expire le 31 août 2021,.
Les nappes de Beauce et du Champigny sont classées en zone de répartition des eaux (ZRE), signifiant un déséquilibre entre les besoins en eau et la ressource disponible. Le changement climatique est susceptible d’aggraver ce déséquilibre. Ainsi afin de renforcer la garantie d’une distribution d’une eau de qualité en permanence sur le territoire du département, le troisième Plan départemental de l’eau signé, le 3 octobre 2017, contient un plan d’actions afin d’assurer avec priorisation la sécurisation de l’alimentation en eau potable des Seine-et-Marnais. À cette fin a été préparé et publié en décembre 2020 un schéma départemental d’alimentation en eau potable de secours dans lequel huit secteurs prioritaires sont définis. La commune fait partie du secteur Meaux.

## Population et société

### Démographie
Les habitants sont appelés les Esblygeois.
L'évolution du nombre d'habitants est connue à travers les recensements de la population effectués dans la commune depuis 1793. Pour les communes de moins de 10 000 habitants, une enquête de recensement portant sur toute la population est réalisée tous les cinq ans, les populations de référence des années intermédiaires étant quant à elles estimées par interpolation ou extrapolation. Pour la commune, le premier recensement exhaustif entrant dans le cadre du nouveau dispositif a été réalisé en 2007.

En 2022, la commune comptait 6 237 habitants, en évolution de +0,5 % par rapport à 2016 (Seine-et-Marne : +3,92 %, France hors Mayotte : +2,11 %).
| 1793 | 1800 | 1806 | 1821 | 1831 | 1836 | 1841 | 1846 | 1851 |
| ---- | ---- | ---- | ---- | ---- | ---- | ---- | ---- | ---- |
| 404  | 414  | 423  | 358  | 380  | 385  | 372  | 371  | 408  |

| 1856 | 1861 | 1866 | 1872 | 1876 | 1881 | 1886 | 1891 | 1896 |
| ---- | ---- | ---- | ---- | ---- | ---- | ---- | ---- | ---- |
| 408  | 416  | 415  | 419  | 471  | 459  | 537  | 607  | 808  |

| 1901  | 1906  | 1911  | 1921  | 1926  | 1931  | 1936  | 1946  | 1954  |
| ----- | ----- | ----- | ----- | ----- | ----- | ----- | ----- | ----- |
| 1 101 | 1 209 | 1 468 | 1 560 | 2 022 | 2 278 | 2 320 | 2 325 | 2 362 |

| 1962  | 1968  | 1975  | 1982  | 1990  | 1999  | 2006  | 2007  | 2012  |
| ----- | ----- | ----- | ----- | ----- | ----- | ----- | ----- | ----- |
| 2 452 | 2 433 | 4 035 | 4 218 | 4 488 | 5 131 | 5 509 | 5 552 | 6 004 |

| 2017  | 2022  | - | - | - | - | - | - | - |
| ----- | ----- | - | - | - | - | - | - | - |
| 6 220 | 6 237 | - | - | - | - | - | - | - |

### Enseignement
Esbly est située dans l'académie de Créteil.
La ville administre en 2010 deux écoles maternelles (Les Couleurs et Champs-Forts) et deux écoles élémentaires (Centre et Champs-Forts) communales.
Le département gère, en 2011, le collège Louis-Braille.
La région ne gère pas de lycée à Esbly, les élèves poursuivent leur scolarité dans l'un des lycées des communes proches (Meaux, Serris...).

### Équipements culturels
Esbly administre une école de musique, l'école Maurice-Ravel, qui accueille tous sortes de musiciens : pianistes, saxophonistes, batteurs, bassistes, guitaristes et un groupe de rock[réf. nécessaire].

### Sports
La commune possède plusieurs associations sportives telles que la Fraternelle Sportive d'Esbly (F.S.E Football), F.S.E Amis Cyclos, F.S.E Karaté, Compagnie d'Arc, F.S.E Volley ball (où les cadets ont fini 1er du championnat Départemental), ainsi qu'un club de Judo.

### Manifestations culturelles et festivités
La ville d'Esbly est très attachée à son histoire et à son patrimoine. C'est d'ailleurs pour cela que Les Familles Rurales, "club uniquement féminin au départ" a eu autant de succès. Cette association organise toutes sortes d'événements conviviaux : Bourse aux vêtements, brocantes, lotos, sorties[réf. nécessaire]…

### Médias
La mairie publie chaque mois le journal-magazine Vivre à Esbly, qui relève notamment les dépenses publiques, les événements prévus, de petites annonces...

## Économie

### Revenus de la population et fiscalité
En 2010, le revenu fiscal médian par ménage était de 37 834 €, ce qui plaçait Esbly au 3 890e rang parmi les 31 525 communes de plus de 39 ménages en métropole.

### Emploi
En 2018, le nombre total d’emplois dans la zone était de 1 103, occupant 2 933 actifs  résidants (dont 14,3 % dans la commune de résidence et 85,7 % dans une commune autre que la commune de résidence).
Le taux d'activité de la population (actifs ayant un emploi) âgée de 15 à 64 ans s'élevait à 71,4 % contre un taux de chômage de 7,5 %.
Les 21,1 % d’inactifs se répartissent de la façon suivante : 9,1 % d’étudiants et stagiaires non rémunérés, 5,8 % de retraités ou préretraités et 6,2 % pour les autres inactifs.

#### Entreprises et commerces
Au 31 décembre 2019, le nombre d’unités légales et d’établissements (activités marchandes hors agriculture) par secteur d'activité était de 455 dont 21 dans l’industrie manufacturière, industries extractives et autres, 60 dans la construction, 132 dans le commerce de gros et de détail, transports, hébergement et restauration, 24 dans l’Information et communication, 11 dans les activités financières et d'assurance, 16 dans les activités immobilières, 76 dans les activités spécialisées, scientifiques et techniques et activités de services administratifs et de soutien, 68 dans l’administration publique, enseignement, santé humaine et action sociale et 47 étaient relatifs aux autres activités de services.
En 2020, 75 entreprises ont été créées sur le territoire de la commune, dont 54 individuelles.
Au 1er janvier 2021, la commune ne disposait pas d’hôtel et de terrain de camping.

### Secteurs d'activité

#### Agriculture
Esbly est dans la petite région agricole dénommée les « Vallées de la Marne et du Morin », couvrant les vallées des deux rivières, en limite de la Brie. En 2010, l'orientation technico-économique de l'agriculture sur la commune est la culture de céréales et d'oléoprotéagineux (COP).
Si la productivité agricole de la Seine-et-Marne se situe dans le peloton de tête des départements français, le département enregistre un double phénomène de disparition des terres cultivables (près de 2 000 ha par an dans les années 1980, moins dans les années 2000) et de réduction d'environ 30 % du nombre d'agriculteurs dans les années 2010. Cette tendance n'est pas confirmée au niveau de la commune qui voit le nombre d'exploitations rester constant entre 1988 et 2010. Parallèlement, la taille de ces exploitations diminue, passant de 126 ha en 1988 à 90 ha en 2010.
Le tableau ci-dessous présente les principales caractéristiques des exploitations agricoles d'Esbly, observées sur une période de 22 ans :
|                                      | 1988 | 2000 | 2010 |
| ------------------------------------ | ---- | ---- | ---- |
| Dimension économique,                |      |      |      |
| Nombre d’exploitations (u)           | 1    | 1    | 1    |
| Travail (UTA)                        | 1    | 1    | 1    |
| Surface agricole utilisée (ha)       | 126  | 106  | 90   |
| Cultures                             |      |      |      |
| Terres labourables (ha)              | s    | s    | s    |
| Céréales (ha)                        | s    | s    | s    |
| dont blé tendre (ha)                 | s    | s    | s    |
| dont maïs-grain et maïs-semence (ha) | s    | s    | s    |
| Tournesol (ha)                       | 0    |      |      |
| Colza et navette (ha)                | s    | s    |      |
| Élevage                              |      |      |      |
| Cheptel (UGBTA)                      | 0    | 0    | 0    |

## Culture locale et patrimoine

### Monuments et lieux remarquables
La commune compte un monument répertorié à l'inventaire des monuments historiques (Base Mérimée) :
- Pont sur la Marne  Inscrit MH[70].

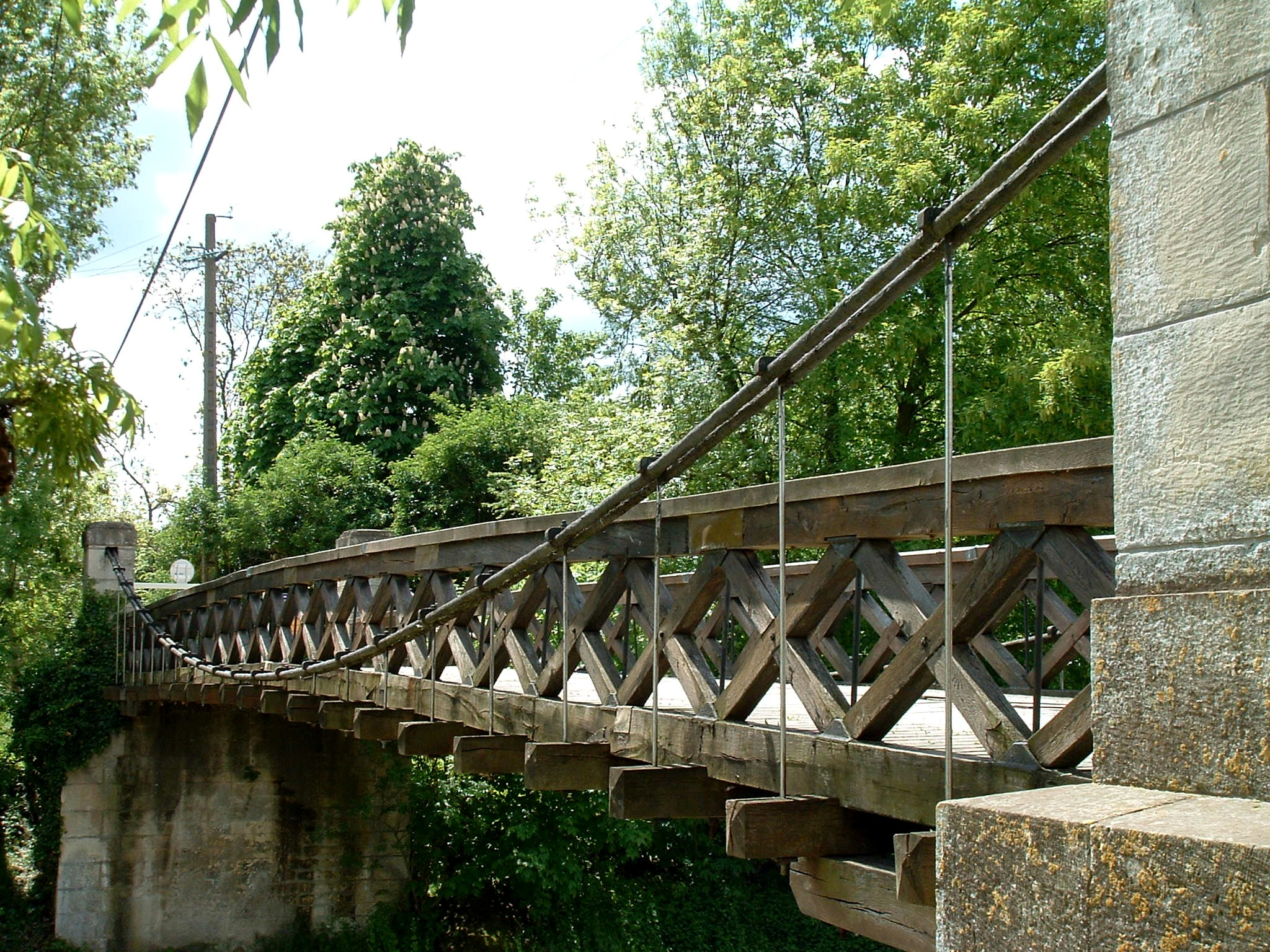
Pont de bois. Tablier et suspension.

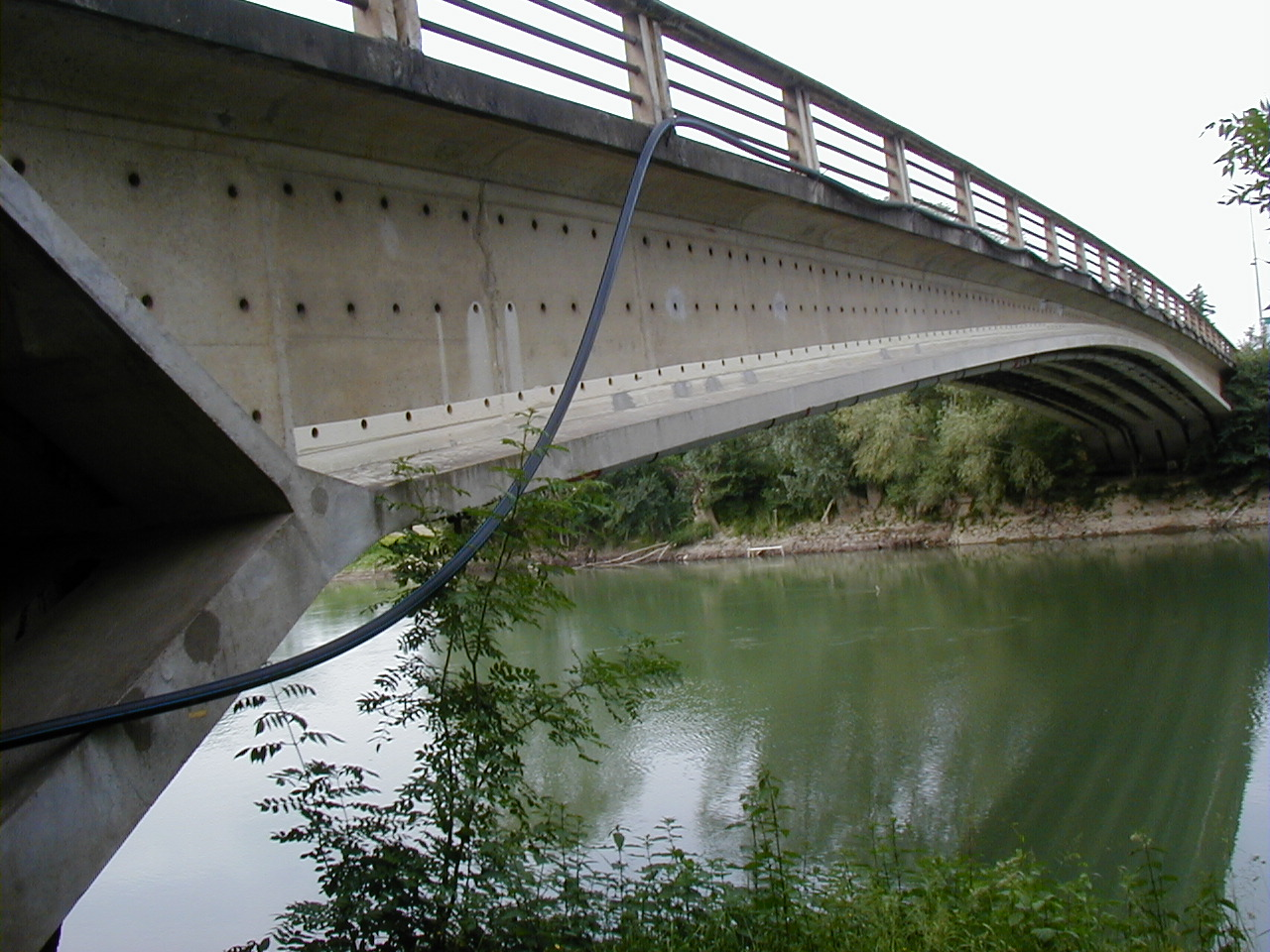
Pont d'Esbly sur la Marne.

Le pont de bois a été construit entre 1845 et 1850 au-dessus du canal de Chalifert, c'est un des rares pont de bois subsistant construit au XIXe siècle.
Le pont actuel en béton précontraint construit en voussoirs préfabriqués, projeté en 1948 par l'ingénieur Eugène Freyssinet, réalisé par l'entreprise Campenon-Bernard, fait partie de la série des ponts sur la Marne.

### Personnalités liées à la commune

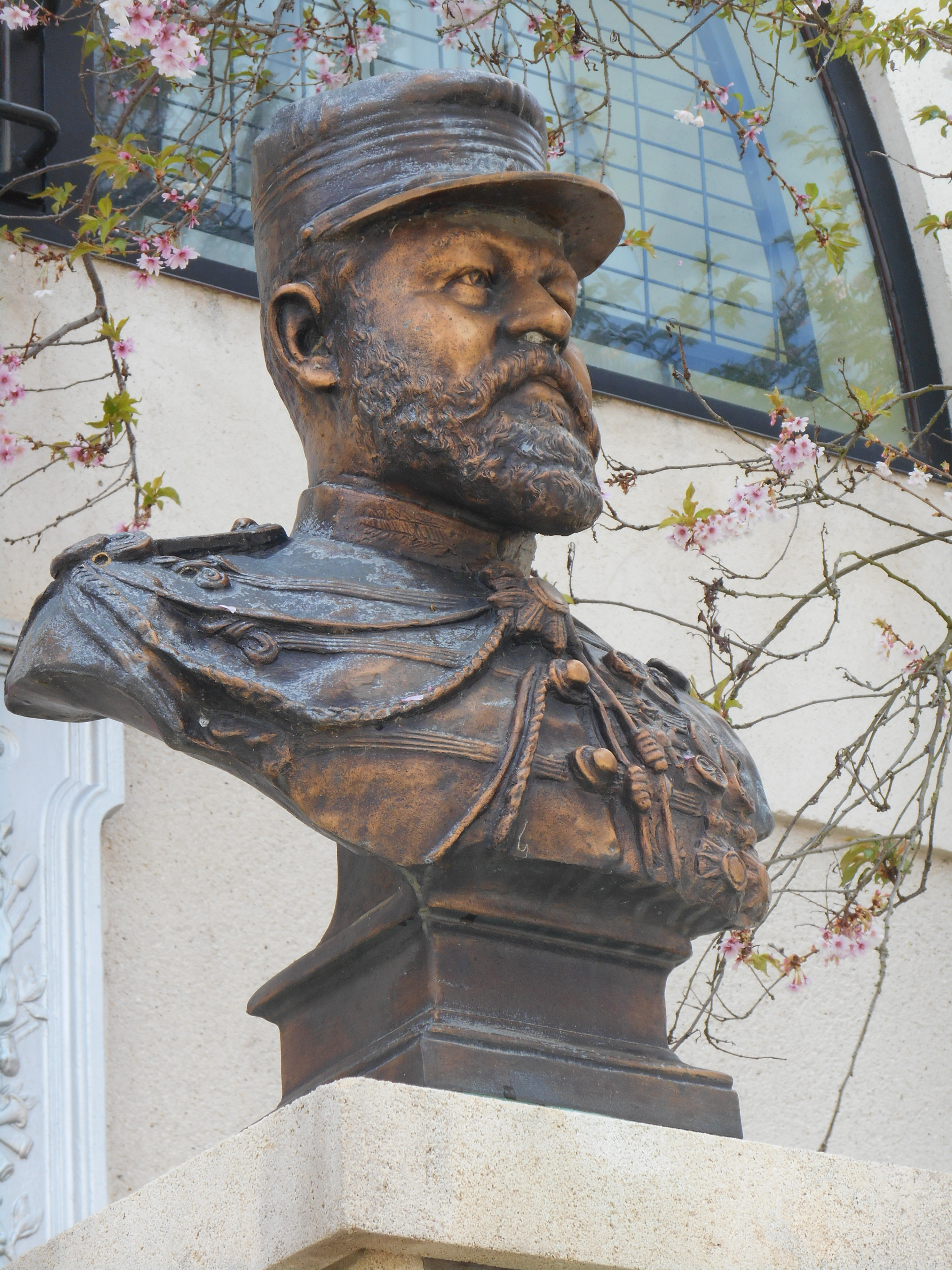
Buste du commandant Berthault par Emmanuel Fontaine, 1899

- Ernest Stanislas Berthault, officier, (1845-1892).
- Gustave Garrigou, coureur cycliste vainqueur du Tour de France 1911.
- Angelo Duponti, artiste peintre né à Manduria (Italie) en 1921.
- Émile Frédéric Jean Baptiste Ragot (1872-1942), peintre et sculpteur, y a vécu et y est mort.

### Héraldique, logotype et devise
| Armes d’Esbly | Elles peuvent se blasonner ainsi aujourd’hui : d'or à l'aigle de sable, au chef d'azur chargé de trois fleurs de lys du champ |